# Tales of the Abyss
Tales of the Abyss (テイルズ オブ ジ アビス) là trò chơi điện tử thể loại nhập vai do Namco Tales Studio phát triển và Namco phát hành cho hệ máy PlayStation 2. Đây là tựa thứ tám trong dòng trò chơi Tales. Trò chơi phát hành vào ngày 15 tháng 12 năm 2005 tại Nhật Bản và phát hành ra thị trường quốc tế vào ngày 10 tháng 10 năm 2006. Phiên bản dành cho hệ máy Nintendo 3DS cũng đã được phát triển và phát hành vào ngày 30 tháng 6 năm 2011 và bắt đầu tiến ra thị trường quốc tế ngày 24 tháng 11 năm 2011.
Trò chơi diễn ra trong một thế giới giả tưởng, câu chuyện tập trung vào Luke fon Fabre, một kiếm sĩ trẻ có cuộc sống hoàn toàn bình thường, nhưng bỗng nhiên tất cả bị đảo lộn khi anh vô tình trở thành mục tiêu của một tổ chức quân sự-tôn giáo gọi là Order of Lorelei, họ tin rằng anh là chìa khóa cho một lời tiên tri cổ xưa. Cùng với những người bạn đồng hành, Luke cố gắng khám phá sự thật và tầm quan trọng của sự ra đời của chính anh, cũng như làm sáng tỏ bí ẩn của The Score, lời tiên tri đã ràng buộc những động thái của nhân loại trong hàng ngàn năm.
Các bài đánh giá cho cả bản phát hành dành trên hệ máy console và thiết bị cầm tay hầu hết đều tích cực, các nhà phê bình ca ngợi hệ thống chiến đấu của game nhưng nhận xét rằng cốt truyện có xu hướng diễn biến chậm và đi theo nhiều quy tắc truyền thống của game nhập vai Nhật Bản. Phiên bản PlayStation 2 đã bán được khoảng 734.000 bản trên toàn thế giới
Sunrise đã hợp tác với nhà phát triển trò chơi để thực hiện chuyển thể anime của trò chơi và đã phát phát sóng từ ngày 04 tháng 10 năm 2008 đến ngày 28 tháng 3 năm 2009 tại Nhật Bản. Kênh Animax Asia cũng đã chiếu bộ anime này trên toàn hệ thống của mình ở khu vực Đông Nam Á và Nam Á. Ngoài ra các chuyển thể truyền thông khác cũng được thực hiện như drama CD và manga.

## Lối chơi

### Hệ thống chiến đấu
Có khá nhiều chi tiết của các trò chơi trong dòng Tales được tập hợp và đưa vào trò chơi như chức năng thể hiện sự hài hước trong các cuộc đối thoại, các điểm kinh nghiệm lấy được sau các trận đánh dựa trên thời gian hoàn tất và số đòn liên hợp được thực hiện, kỹ năng nấu ăn và một số tuyệt kỹ của nhân vật chỉ xuất hiện khi đạt đến một giai đoạn nào đó của cốt truyện. Hệ thống chiến đấu thì khá giống các trò chơi trước của dòng Tales với chiến trường thời gian thực và thêm chế độ chạy để các nhân vật rút lui khỏi trận chiến trong bất kỳ tình huống nào không như các trò chơi trước.

## Tóm tắt

### Bối cảnh
Trò chơi lấy bối cảnh tại hành tinh Auldrant nơi được tạo thành từ việc tập hợp của các thành tố gọi là Fonim. Thế giới này yên bình trong thời gian dài với 6 thành tố cơ bản chính nhưng khi thành tố thứ 7 được phát hiện thì nó gây ra một sự hỗn loạn cùng hàng loạt các cuộc chiến trên toàn hành tinh này vì thành tố này có khả năng tiên đoán trước tương lai và mọi người tranh giành nó cho các mục đích riêng. Người chơi sẽ vào vai Luke Fon Fabre một trong những người có khả năng sử dụng thành tố thứ bảy đang sống yên bình tại lâu đài của mình thì một cô gái tên Tear Grants xuất hiện cũng là người có khả năng sử dụng thành tố thứ bảy và xả hai đã vô tình mở một cánh cổng dịch chuyển khi và bị ném đến một nơi nào đó trên hành tinh. Luke và Tear đã thực hiện chuyến hành trình để trở về lâu đài, trên đường đi họ đã chiến đấu chống lại kẻ thù và kết bạn với các nhân vật khác cũng như phát hiện ra một âm mưu hủy diệt thế giới và gây ra chiến tranh giữa các nước của hai nhóm muốn thành tố thứ bảy được sử dụng và nhóm muốn nó không bao giờ xuất hiện. Nhóm phiêu lưu do các nhân vật hình thành đã bị kéo vào cuộc xung đột và nhóm đã cố gắng để đàm phán giúp mọi việc có thể kết thúc trong hòa bình, ngăn chặn các cuộc chiến cũng như phá kế hoạch hủy diệt thế giới. 

### Nhân vật

#### Chính
Luke fone Fabre (ルーク・フォン・ファブレ)
Lồng tiếng bởi: Suzuki Chihiro, Tamura Mutsumi (lúc nhỏ)
Mieu (ミュウ)
Lồng tiếng bởi: Maruyama Miki
Tear Grants (ティア・グランツ)
Lồng tiếng bởi: Nogami Yukana
Jade Curtiss (ジェイド・カーティス)
Lồng tiếng bởi: Koyasu Takehito, Honda Takako (lúc nhỏ)
Anise Tatlin (アニス・タトリン)
Lồng tiếng bởi: Momoi Haruko
Guy Cecil (ガイ・セシル)
Lồng tiếng bởi: Matsumoto Yasunori, Matsuda Shiori (lúc nhỏ)
Natalia Luzu Kimlasca-Lanvaldear (ナタリア・ルツ・キムラスカ・ランバルディア)
Lồng tiếng bởi: Neya Michiko

#### Giáo hội Lorelei
Van Grants (ヴァン・グランツ)
Lồng tiếng bởi: Nakata Hitoshi, Komatsu Fuminori (lúc nhỏ)
Ion (イオン)
Lồng tiếng bởi: Ōtani Ikue / Kugimiya Rie (Drama CD) / Kobayashi Yumiko (Anime)
Ion (original) (イオン（オリジナル）)
Lồng tiếng bởi: Kobayashi Yumiko
Mohs (モース)
Lồng tiếng bởi: Ōya Kaneomi / Mori Katsuji (Anime)
Tritheim (トリトハイム)
Lồng tiếng bởi: Kimura Masafumi
Cantabile (カンタビレ)
Teodoro Grants (テオドーロ・グランツ)
Lồng tiếng bởi: Oka Kazuo / Kiyokawa Motomu (Anime)
Florian (フローリアン)
Lồng tiếng bởi: Ōtani Ikue / Kobayashi Yumiko (Anime)
Pamela (パメラ)
Lồng tiếng bởi: Abe Kae / Akaike Yumiko (Anime)
Oliver (オリバー)
Hyman (ハイマン)
Lồng tiếng bởi: Shiraishi Minoru

#### Hiệp sĩ dòng Oracle
Asch (アッシュ)
Lồng tiếng bởi: Suzuki Chihiro
Regret (リグレット)
Lồng tiếng bởi: Itō Miki
Arietta (アリエッタ)
Lồng tiếng bởi: Inoue Yuki
Dist (ディスト)
Lồng tiếng bởi: Yao Kazuki, Maruta Mari (lúc nhỏ) / Hino Miho (Anime, lúc nhỏ)
Synch (シンク)
Lồng tiếng bởi: Ōtani Ikue / Kugimiya Rie (Drama CD) / Kobayashi Yumiko (Anime)
Largo (ラルゴ)
Lồng tiếng bởi: Genda Tesshō

#### Vương quốc Kimlasca-Lanvaldear
Ingobert VI (インゴベルト六世)
Lồng tiếng bởi: Chō Katsumi / Taniguchi Takashi (Anime)
Fabre kōshaku (ファブレ公爵)
Lồng tiếng bởi: Kusumi Naomi / Nakano Yutaka (Anime)
Suzanne (シュザンヌ)
Lồng tiếng bởi: Horikoshi Mami
Ramdas (ラムダス)
Lồng tiếng bởi: Mito Kōzō
Pere (ペール)
Lồng tiếng bởi: Sasaki Mutsumi
Goldberg (ゴールドバーグ)
Lồng tiếng bởi: Ono Atsushi
Jozette Cecille (ジョゼット・セシル)
Lồng tiếng bởi: Tōjō Kanako
Almandine hakushaku(アルマンダイン伯爵)
Lồng tiếng bởi: Kitagawa Katsuhiro
Albine (アルバイン)
Lồng tiếng bởi: Urayama Jin
Nicholas Steele (ニコラス・スティール)
Natalia no uba (ナタリアの乳母)
Lồng tiếng bởi: Takeguchi Akiko
Sylvia (シルヴィア)
Iemon (イエモン)
Lồng tiếng bởi: Chafūrin
Tamara (タマラ)
Lồng tiếng bởi: Nitta Makiko
Aston (アストン)
Lồng tiếng bởi: Adachi Takahide
Ginji (ギンジ)
Lồng tiếng bởi: Hosoi Osamu / Sugiyama Ōki (Anime)
Noelle (ノエル)
Lồng tiếng bởi: Nakamura Chie / Nakajima Emi (Anime)
Hencken (ヘンケン)
Lồng tiếng bởi: Ōnishi Takeharu / Akimoto Yōsuke (Anime)
Cathy (キャシー)
Lồng tiếng bởi: Takimoto Fujiko / Takizawa Roko (Anime)
Spinoza (スピノザ)
Lồng tiếng bởi: Naka Hiroshi
Fabre kōshaku-ka no maid (ファブレ公爵家のメイド)
Lồng tiếng bởi: Kashiwagi Yuki, Katayama Haruka, Nakaya Sayaka

#### Đế quốc Malkuth
Peony Upala Malchut 9th (ピオニー・ウパラ・マルクト九世)
Lồng tiếng bởi: Yamazaki Takumi
Rō McGovern (老マクガヴァン)
Lồng tiếng bởi: Gotō Shin / Muramatsu Yasuo (Anime)
Sesemann (ゼーゼマン)
Lồng tiếng bởi: Kojima Toshihiko
Nordheim (ノルドハイム)
Lồng tiếng bởi: Kaneko Yoshiyuki
Mary (マリィ)
Lồng tiếng bởi: Shimamura Yū / Nonaka Ai (Drama CD)
Eugenie Cecil Gardios (ユージェニー・セシル・ガルディオス)
Rose (ローズ)
Lồng tiếng bởi: Takemura Yoshiko
Glenn McGovern (グレン・マクガヴァン)
Lồng tiếng bởi: Takahashi Kenji
Aslan Frings (アスラン・フリングス)
Lồng tiếng bởi: Inōe Gou
Nephry Osborne (ネフリー・オズボーン)
Lồng tiếng bởi: Suzuki Mariko / Honda Takako (Anime), Kikuchi Yūmi (lúc nhỏ)
Gelda Nebilim (ゲルダ・ネビリム)
Lồng tiếng bởi: Suzuki Mariko / Nagayoshi Yuka (Anime)
Nebilim (replica) (ネビリム（レプリカ）)
Lồng tiếng bởi: Suzuki Mariko / Nagayoshi Yuka (Drama CD)
Pyrope (パイロープ)
John (ジョン)
Casim (カシム)

#### Kesedonia
Astor (アスター)
Din (ディン)

#### Shikkoku no tsubasa
Noir (ノワール)
Lồng tiếng bởi: Maruta Mari / Uran Sakiko (Anime)
Urushi (ウルシー)
Lồng tiếng bởi: Makishima Naoki / Sugino Tanuki (Anime)
York (ヨーク)
Lồng tiếng bởi: Shibuya Shigeru / Ōhara Takashi (Anime)

#### Thời đại Sōsei
Yulia Jue (ユリア・ジュエ)
Lồng tiếng bởi: Yukana
Flail Albert (フレイル・アルバート)
Valta Sigmund (ヴァルター・シグムント)
Francis Daath (フランシス・ダアト)
Southern-Cross (サザンクロス)

#### Đến từ tác phẩm khác
Mint Adenade (ミント・アドネード)
Lồng tiếng bởi: Iwao Junko
Philia Philis (フィリア・フィリス)
Lồng tiếng bởi: Inoue Kikuko
Reid Hershel (リッド・ハーシェル)
Lồng tiếng bởi: Ishida Akira
Nanaly Fletch (ナナリー・フレッチ)
Lồng tiếng bởi: Kawakami Tomoko

## Truyền thông

### Trò chơi điện tử
Trò chơi đã chính thức phát hành cho hệ PlayStation 2 vào ngày 15 tháng 12 năm 2005 trong buổi lễ kỷ niệm lần thứ 10 của dòng trò chơi Tales. Phiên bản được bán tại sự kiện này là phiên bản đặc biệt có đính kèm đĩa DVD chứa các buổi phỏng vấn về việc thực hiện trò chơi, các buổi đối thoại với các nhân vật lồng tiếng cùng một đĩa phim nói về 8 nhân vật anh hùng trong 8 tác phẩm Tales và so sánh xem thử ai là người mạnh nhất trong 8 tác phẩm của dòng trò chơi này, phiên bản này còn đính kèm thêm các vật dụng có liên quan đến trò chơi.
Với phiên bản quốc tế thì có thêm một số tính năng mà phiên bản Nhật không có như độ khó dễ thở hơn và các nhân vật cũng có thêm các tuyệt kỹ mới. Các nâng cấp này sau đó được áp dụng cho phiên bản trên hệ Nintendo 3DS.
Kế hoạch phát hành phiên bản cho hệ Nintendo 3DS đã được công bố từ tháng 9 năm 2010 và chính thức phát hành vào ngày 30 tháng 6 năm 2011. Phiên bản này có một số thay đổi như Fujishima Kousuke đã sử dụng thiết kế mới cho nhân vật cũng như thiết kế lại logo. Phiên bản này được quốc tế hóa và phát hành từ ngày 24 tháng 11 năm 2011.

### Drama CD
Frontier Works đã thực hiện bốn đĩa chuyển thể drama CD và phát hành vào năm 2006. Đĩa thứ năm cuối cùng phát hành vào năm 2008 tức 2 năm sau khi bốn đĩa đầu được phát hành. Các diễn viên lồng tiếng trong bộ này khác với các nhân vật lồng tiếng trong trò chơi.
Hai đĩa drama CD khác có tựa Anthology Drama CD (Tales of the Abyss) (アンソロジードラマCD「テイルズ オブ ジ アビス」) cũng đã phát hành vào ngày 25 tháng 7 và ngày 22 tháng 8 năm 2008.

### Anime
Sunrise đã hợp tác với nhà phát triển trò chơi là Bandai và Namco để thực hiện chuyển thể anime của trò chơi và đã phát phát sóng từ ngày 04 tháng 10 năm 2008 đến ngày 28 tháng 3 năm 2009 tại Nhật Bản với 26 tập trên các kênh Chubu-Nippon, MBS, Tokyo MX, Animax và BS11 Digital. Kênh Animax Asia cũng đã chiếu bộ anime này trên toàn hệ thống của mình ở khu vực Đông Nam Á và Nam Á. Bandai Entertainment nắm bản quyền phiên bản tiếng Anh của bộ anime để tiến hành phân phối tại trường Bắc Mỹ.
Sunrise cũng đã thực hiện một đĩa đặc biệt có tựa Tales of the Abyss Special Fan Disc (テイルズ オブ ジ アビス スペシャルファンディスク) và phát hành vào ngày 22 tháng 12 năm 2009. Trong đĩa này có hai đoạn phim ngắn cùng một buổi phỏng vấn với nhà phát triển để nhìn lại quãng đường từ việc xây dựng thương hiệu của trò chơi cho đến khi làm chuyển thể anime. Đĩa đính kèm thêm đĩa chứa bộ sưu tập các đoạn phim ngắn giới thiệu các nhân vật chính, một tổng kết cho 26 tập anime và các hình dán mô tả các nhân vật thể hiện theo phong cách chibi.

### Manga
Rei đã thực hiện chuyển thể manga của trò chơi với cùng tên và cốt truyện bám sát với trò chơi, đăng trên tạp chí dành cho seinen là Dengeki Maoh của ASCII Media Works từ ngày 27 tháng 5 năm 2006 đến ngày 26 tháng 4 năm 2011 với 47 chương. ASCII Media Works sau đó đã tập hợp các chương lại và phát hành thành 8 tankōbon. Editions Ki-oon đã đăng ký bản quyền phân phối loạt manga này tại Pháp.
Rei cũng thực hiện các loạt manga chuyển thể khác có tựa Tales of the Abyss - Anise & Dist với cốt truyện xoay quanh việc làm sao mà hai nhân vật Anise và Dist gặp nhau và nói sơ về cuộc đời của Anise, Tales of the Abyss - Another Story, Tales of the Abyss - Asch Gaiden với cốt truyện xoay quanh nhân vật Asch, Tales of the Abyss - Ion Gaiden với cốt truyện xoay quanh nhân vật Ion và Tales of the Abyss - Peony Gaiden với cốt truyện xoay quanh nhân vật Peony.
Chuyển thể manga khác của trò chơi có tựa Tales of the Abyss: Senketsu no Asch (テイルズ オブ ジ アビス 鮮血のアッシュ) do Saitō Hana minh họa và Nijō Rin viết cốt truyện. Cốt truyện xoay quanh nhân vật Senketsu no Asch, truyện cũng có các thông tin bổ sung về nhân vật này mà bộ anime không có. Ban đầu loạt manga này được đăng trên tạp chí Comp Ace vào năm 2008 nhưng sau đó ASCII Media Works đã làm một tạp chí riêng cho dòng trò chơi Tales tên Tales of Magazine và loạt manga này được chuyển sang đó. ASCII Media Works đã tập hợp các chương lại và phát hành thành 2 tankōbon. Bandai Entertainment giữ bản quyền phiên bản tiếng Anh của loạt manga.
Kanou Ayumi thì minh họa và Miyajima Takumi viết cốt truyện cho chuyển thể manga có tựa Tales of the Abyss: Tsuioku no Jade (テイルズ オブ ジ アビス 追憶のジェイド) với cốt truyện xoay quanh nhân vật Jade Curtiss. Truyện đăng trên tạp chí Asuka của Kadokawa Shoten từ ngày 24 tháng 4 năm 2009 đến ngày 24 tháng 12 năm 2009 với 15 chương. Kadokawa Shoten đã tập hợp các chương lại và phát hành thành 2 tankōbon. Bandai Entertainment cũng giữ bản quyền phiên bản tiếng Anh của loạt manga này.
Ngoài các loạt manga thì còn có các tuyển tập tập hợp các mẫu truyện do nhiều tác giả khác nhau thực hiện và các hãng khác nhau phát hành. Như Tales of the Abyss Blade Comics (テイルズオブジアビス BLADE COMICS) do Mag Garden phát hành, Tales of the Abyss - 4-koma Kings (テイルズ オブ ジ アビス 4コマKINGS) với phong cách 4 hình do Ichijinsha phát hành, Tales of the Abyss - Anime Koushiki Comic Anthology (テイルズ オブ ジ アビス アニメ公式コミックアンソロジー) do Kadokawa Shoten phát hành, Tales of the Abyss - Anthology Comic (テイルズオブジアビスアンソロジーコミック) do Media Works phát hành, Tales of the Abyss - Comic Anthology (テイルズ オブ ジ アビス コミックアンソロジー) do Ichijinsha phát hành và Tales of the Abyss - Comic Anthology EX (テイルズ オブ ジ アビス コミックアンソロジーEX) do Square Enix phát hành.

### Âm nhạc
Các bản nhạc trong trò chơi hầu hết được soạn bởi Sakuraba Motoi và Tamura Shinji nhưng cũng có vài bài được soạn bởi Fujiwara Motoo người đã soạn bài Song for Tales of the Abyss. Bài hát chủ đề chính của trò chơi giống như các tác phẩm trước của dòng trò chơi là bài Karma nhưng được biến tấu lại do nhóm Bump of Chicken trình bày, đĩa đơn chứa bài hát này đã phát hành hai lần một vào ngày 23 tháng 11 và một vào ngày 14 tháng 12 năm 2005 với hình bìa khác nhau. Album chứa các bản nhạc dùng trong trò chơi gồm 4 đĩa đã phát hành vào ngày 22 tháng 3 năm 2006. Một album khác chứa bài hát chủ đề cùng một số bản nhạc dùng trong trò chơi cũng phát hành vào ngày 22 tháng 3 năm 2006.
| Supernova/Karma (supernova/カルマ) | Supernova/Karma (supernova/カルマ) | Supernova/Karma (supernova/カルマ) |
| STT                                | Nhan đề                            | Thời lượng                         |
| ---------------------------------- | ---------------------------------- | ---------------------------------- |
| 1.                                 | "supernova"                        | 6:11                               |
| 2.                                 | "Karma (カルマ)"                   | 3:21                               |
| 3.                                 | "Wasshoi (ワッショイ)"             | 15:39                              |
| Tổng thời lượng:                   | Tổng thời lượng:                   | 25:12                              |

| Tales of The Abyss Original Soundtrack (ティルズ オブ ジ アビス オリジナル・サウンドトラック) | Tales of The Abyss Original Soundtrack (ティルズ オブ ジ アビス オリジナル・サウンドトラック) | Tales of The Abyss Original Soundtrack (ティルズ オブ ジ アビス オリジナル・サウンドトラック) |
| STT                                                                                           | Nhan đề                                                                                       | Thời lượng                                                                                    |
| --------------------------------------------------------------------------------------------- | --------------------------------------------------------------------------------------------- | --------------------------------------------------------------------------------------------- |
| 1.                                                                                            | "abyss"                                                                                       | 1:01                                                                                          |
| 2.                                                                                            | "プロローグ"                                                                                  | 1:24                                                                                          |
| 3.                                                                                            | "The place of relaxation（安息の場所）"                                                       | 3:35                                                                                          |
| 4.                                                                                            | "Crisis（危機）"                                                                              | 1:06                                                                                          |
| 5.                                                                                            | "The arrow was shot（矢は放たれた）"                                                          | 3:21                                                                                          |
| 6.                                                                                            | "Victory!（勝利!）"                                                                           | 0:38                                                                                          |
| 7.                                                                                            | "New world（新世界）"                                                                         | 2:52                                                                                          |
| 8.                                                                                            | "Wedge（楔）"                                                                                 | 2:32                                                                                          |
| 9.                                                                                            | "The Grocer's Village（食料の村 エンゲーブ）"                                                 | 3:17                                                                                          |
| 10.                                                                                           | "Cheagle Woods（チーグルの森）"                                                               | 1:43                                                                                          |
| 11.                                                                                           | "Serious（シリアス）"                                                                         | 1:43                                                                                          |
| 12.                                                                                           | "Pleasantness（愉快）"                                                                        | 1:29                                                                                          |
| 13.                                                                                           | "Miserable spectacle（凄惨な光景）"                                                           | 0:46                                                                                          |
| 14.                                                                                           | "Fang which wants blood（血を欲する牙）"                                                      | 5:09                                                                                          |
| 15.                                                                                           | "Tartaros（タルタロス）"                                                                      | 1:55                                                                                          |
| 16.                                                                                           | "Oracle-Coercion（オラクル-弾圧）"                                                            | 3:23                                                                                          |
| 17.                                                                                           | "Confrontation（峙）"                                                                         | 0:46                                                                                          |
| 18.                                                                                           | "Awkward justice（歪んだ正義）"                                                               | 6:19                                                                                          |
| 19.                                                                                           | "The Fortified City（城砦都市 セントビナー）"                                                 | 3:16                                                                                          |
| 20.                                                                                           | "Fubras River（フーブラス川）"                                                                | 1:52                                                                                          |
| 21.                                                                                           | "Oracle-Sorrow（オラクル-悲しみ）"                                                            | 3:43                                                                                          |
| 22.                                                                                           | "The Frontier Fortress（国境の砦 カイツール）"                                                | 2:11                                                                                          |
| 23.                                                                                           | "Van（ヴァン）"                                                                               | 2:53                                                                                          |
| 24.                                                                                           | "Port town（港町）"                                                                           | 2:06                                                                                          |
| 25.                                                                                           | "Coral Castle（コーラル城）"                                                                  | 2:15                                                                                          |
| 26.                                                                                           | "Oracle-Conspiracy（オラクル-陰謀）"                                                          | 3:25                                                                                          |
| 27.                                                                                           | "Casvelt Ferry（連絡船キャツベルト）"                                                         | 2:06                                                                                          |
| 28.                                                                                           | "The Distribution Base（流通拠点 ケセドニア）"                                                | 3:41                                                                                          |
| 29.                                                                                           | "The frequenter（常連客）"                                                                    | 1:35                                                                                          |
| 30.                                                                                           | "The Royal City of Light（光の王都 バチカル）"                                                | 4:03                                                                                          |
| 31.                                                                                           | "Kingdom of sky（空の王国）"                                                                  | 4:27                                                                                          |
| 32.                                                                                           | "Abandoned Factory（バチカル廃工場）"                                                         | 1:47                                                                                          |
| 33.                                                                                           | "対面"                                                                                        | 0:46                                                                                          |
| 34.                                                                                           | "Desert Oasis（砂漠のオアシス）"                                                              | 3:35                                                                                          |
| 35.                                                                                           | "Zao Ruins（ザオ遺跡）"                                                                       | 2:12                                                                                          |
| 36.                                                                                           | "Deo Pass（テオ峠）"                                                                          | 1:43                                                                                          |
| 37.                                                                                           | "The Mining Town（鉱山の街 アクゼリュス）"                                                    | 3:01                                                                                          |
| 38.                                                                                           | "Akzeruth Tunnel 14（アクゼリュス第14坑道）"                                                  | 2:02                                                                                          |
| 39.                                                                                           | "Shurrey Hills（シュレーの丘）"                                                               | 2:01                                                                                          |
| 40.                                                                                           | "Van-Truth（ヴァン-真実）"                                                                    | 3:05                                                                                          |
| 41.                                                                                           | "Scramble（スクランブル）"                                                                    | 3:18                                                                                          |
| 42.                                                                                           | "アクゼリュス崩落"                                                                            | 0:49                                                                                          |
| 43.                                                                                           | "Qliphoth（クリフォト）"                                                                      | 2:56                                                                                          |
| 44.                                                                                           | "The City of Guardians（監視者の街 ユリアシティ）"                                            | 3:35                                                                                          |
| 45.                                                                                           | "タルタロス浮上"                                                                              | 0:40                                                                                          |
| 46.                                                                                           | "The City of Sound Machines（音機関都市 ベルケンド）"                                         | 3:28                                                                                          |
| 47.                                                                                           | "Wyon Mirrored Cave（ワイヨン鏡窟）"                                                          | 2:24                                                                                          |
| 48.                                                                                           | "Wish and sadness（願いと悲しみ）"                                                            | 1:09                                                                                          |
| 49.                                                                                           | "in between 1 and 0"                                                                          | 0:50                                                                                          |
| 50.                                                                                           | "Aramis Flooded Caverns（アラミス湧水洞）"                                                    | 2:01                                                                                          |
| 51.                                                                                           | "The edge of a decision（決意の刃）"                                                          | 3:30                                                                                          |
| 52.                                                                                           | "Guilt, duty and...（罪、義務、そして…）"                                                     | 4:09                                                                                          |
| 53.                                                                                           | "The Lorelei Order's Base（ローレライ教団総本山）"                                            | 3:07                                                                                          |
| 54.                                                                                           | "Oracle Headquarters（オラクル本部）"                                                         | 2:12                                                                                          |
| 55.                                                                                           | "The Silvery Snowland（銀世界 ケテルブルク）"                                                 | 3:13                                                                                          |
| 56.                                                                                           | "Casino（カジノ）"                                                                            | 2:48                                                                                          |
| 57.                                                                                           | "Theor Forest（テオルの森）"                                                                  | 2:08                                                                                          |
| 58.                                                                                           | "The Floating Imperial City（水上の帝都 グランコクマ）"                                       | 3:25                                                                                          |
| 59.                                                                                           | "Blue royal palace（青き王宮）"                                                               | 2:35                                                                                          |
| 60.                                                                                           | "The City of Craftsmen（職人の街 シェリダン）"                                                | 3:17                                                                                          |
| 61.                                                                                           | "Wing of hope（希望の翼）"                                                                    | 2:46                                                                                          |
| 62.                                                                                           | "セントビナー崩落"                                                                            | 1:06                                                                                          |
| 63.                                                                                           | "Nature dungeon（自然の迷宮）"                                                                | 2:02                                                                                          |
| 64.                                                                                           | "戦乱"                                                                                        | 1:44                                                                                          |
| 65.                                                                                           | "ケセドニア崩落"                                                                              | 0:28                                                                                          |
| 66.                                                                                           | "Guidepost（道しるべ）"                                                                       | 2:11                                                                                          |
| 67.                                                                                           | "Kingdom of sky-confused（空の王国-混迷）"                                                    | 4:14                                                                                          |
| 68.                                                                                           | "Belief（信念）"                                                                              | 2:08                                                                                          |
| 69.                                                                                           | "タルタロス打ち込み"                                                                          | 0:45                                                                                          |
| 70.                                                                                           | "Mt. Roneal（ロニール雪山）"                                                                  | 1:04                                                                                          |
| 71.                                                                                           | "Zaleho Volcano（ザレッホ火山）"                                                              | 1:59                                                                                          |
| 72.                                                                                           | "Feres Island（フェレス島廃墟群）"                                                            | 2:08                                                                                          |
| 73.                                                                                           | "Game over（ゲームオーバー）"                                                                 | 0:39                                                                                          |
| 74.                                                                                           | "The Hidden Village（隠し街 ナム孤島）"                                                       | 2:47                                                                                          |
| 75.                                                                                           | "Theme of Mini Game（ミニゲームのテーマ）"                                                    | 1:02                                                                                          |
| 76.                                                                                           | "Tales of DB Theme（テイルズ オブ ドラゴンバスター テーマ曲）"                                | 0:56                                                                                          |
| 77.                                                                                           | "Tales of DB Room Guarder（テイルズ オブ ドラゴンバスター ルーム・ガーダー）"                 | 0:22                                                                                          |
| 78.                                                                                           | "Tales of DB Ending（テイルズ オブ ドラゴンバスター エンディング）"                           | 0:36                                                                                          |
| 79.                                                                                           | "Tales of DB Game Over（テイルズ オブ ドラゴンバスター ゲームオーバー）"                      | 0:07                                                                                          |
| 80.                                                                                           | "Mushroom Road（キノコロード）"                                                               | 0:48                                                                                          |
| 81.                                                                                           | "Sign of the quiet dark（静かな闇の予兆）"                                                    | 1:10                                                                                          |
| 82.                                                                                           | "Relic of wandering frenzy（さまよう狂気の遺物）"                                             | 1:04                                                                                          |
| 83.                                                                                           | "Flow when being dammed up（塞き止められた時の流れ）"                                         | 1:03                                                                                          |
| 84.                                                                                           | "Arena（闘技場）"                                                                             | 4:13                                                                                          |
| 85.                                                                                           | "Everlasting fight（果てしなき戦い）"                                                         | 7:22                                                                                          |
| 86.                                                                                           | "Eternal mind（変わらぬ想い）"                                                                | 2:37                                                                                          |
| 87.                                                                                           | "The last chapter（最終章）"                                                                  | 4:34                                                                                          |
| 88.                                                                                           | "Never surrender（不屈）"                                                                     | 3:21                                                                                          |
| 89.                                                                                           | "Farthest place（最果ての地）"                                                                | 2:19                                                                                          |
| 90.                                                                                           | "Farthest place-Premonition（最果ての地-予兆）"                                               | 2:19                                                                                          |
| 91.                                                                                           | "Farthest place-Threat（最果ての地-脅威）"                                                    | 2:19                                                                                          |
| 92.                                                                                           | "At the time of farewell（決別の時）"                                                         | 5:27                                                                                          |
| 93.                                                                                           | "ヴァン死亡"                                                                                  | 0:54                                                                                          |
| 94.                                                                                           | "決別、そして…"                                                                               | 1:54                                                                                          |
| 95.                                                                                           | "ホド浮上"                                                                                    | 0:46                                                                                          |
| 96.                                                                                           | "Sheaf of soul（魂の束）"                                                                     | 4:16                                                                                          |
| 97.                                                                                           | "mirrors"                                                                                     | 2:10                                                                                          |
| 98.                                                                                           | "晴れ渡りゆく空"                                                                              | 0:45                                                                                          |
| 99.                                                                                           | "Farthest place-Glint（最果ての地-閃光）"                                                     | 2:17                                                                                          |
| 100.                                                                                          | "Happiness in my hand（手の中の幸福）"                                                        | 4:22                                                                                          |
| 101.                                                                                          | "決戦の時来たるA"                                                                             | 0:31                                                                                          |
| 102.                                                                                          | "決戦の時来たるB"                                                                             | 0:19                                                                                          |
| 103.                                                                                          | "The Glorious Land Eldrant（栄光の大地エルドラント）"                                         | 2:23                                                                                          |
| 104.                                                                                          | "meaning of birth"                                                                            | 2:41                                                                                          |
| 105.                                                                                          | "promise"                                                                                     | 1:19                                                                                          |
| 106.                                                                                          | "Crimson pride（真紅の誇り）"                                                                 | 5:51                                                                                          |
| 107.                                                                                          | "time to raise the cross"                                                                     | 2:22                                                                                          |
| 108.                                                                                          | "a place in the sun"                                                                          | 2:18                                                                                          |
| 109.                                                                                          | "finish the promise"                                                                          | 3:01                                                                                          |
| 110.                                                                                          | "すべてのために…"                                                                             | 0:21                                                                                          |
| 111.                                                                                          | "ローレライ復活"                                                                              | 2:26                                                                                          |
| 112.                                                                                          | "あの日の眼差し"                                                                              | 3:34                                                                                          |
| 113.                                                                                          | "譜歌～song by Tear～"                                                                        | 1:32                                                                                          |
| 114.                                                                                          | "星空への願い"                                                                                | 0:39                                                                                          |
| 115.                                                                                          | "溢れる想い、再会"                                                                            | 1:23                                                                                          |
| Tổng thời lượng:                                                                              | Tổng thời lượng:                                                                              | 4:28:02                                                                                       |

| SONG FOR TALES OF THE ABYSS | SONG FOR TALES OF THE ABYSS                   | SONG FOR TALES OF THE ABYSS |
| STT                         | Nhan đề                                       | Thời lượng                  |
| --------------------------- | --------------------------------------------- | --------------------------- |
| 1.                          | "Fuka ~quartet~ (譜歌 ～quartet～)"           | 1:42                        |
| 2.                          | "meaning of birth"                            | 2:30                        |
| 3.                          | "promise"                                     | 1:18                        |
| 4.                          | "time to raise the cross"                     | 2:40                        |
| 5.                          | "in between 1 and 0"                          | 0:49                        |
| 6.                          | "a place in the sun"                          | 2:19                        |
| 7.                          | "mirrors"                                     | 2:06                        |
| 8.                          | "finish the promise"                          | 3:07                        |
| 9.                          | "Fuka ~song by Tear~ (譜歌 ～song by Tear～)" | 1:36                        |
| 10.                         | "promise ～live～"                            | 2:19                        |
| 11.                         | "Karma (カルマ)"                              | 3:18                        |
| 12.                         | "abyss"                                       | 1:15                        |
| 13.                         | "Fuka ~solo~ (譜歌 ～solo～)"                 | 2:08                        |
| Tổng thời lượng:            | Tổng thời lượng:                              | 27:07                       |

Bộ anime có hai bài hát chủ đề, một mở đầu và một kết thúc. Bài hát mở đầu là bài hát chủ đề của trò chơi với tựa Karma. Bài hát kết thúc là bài Bouken Suisei (冒険彗星) do Enomoto Kurumi trình bày, đĩa đơn chứa bài hát đã phát hành vào ngày 26 tháng 11 năm 2008 với hai phiên bản giới hạn và bình thường, phiên bản giới hạn có đính kèm một đĩa chứa đoạn phim trình bày nhạc phẩm. Album chứa các bản nhạc dùng trong bộ anime thì phát hành vào ngày 25 tháng 3 năm 2009.
Một album chứa các bài hát do các nhân vật trình bài đã phát hành vào ngày 07 tháng 1 năm 2009. 
| Bouken Suisei (冒険彗星) | Bouken Suisei (冒険彗星)   | Bouken Suisei (冒険彗星) |
| STT                      | Nhan đề                    | Thời lượng               |
| ------------------------ | -------------------------- | ------------------------ |
| 1.                       | "Bouken Suisei (冒険彗星)" | 6:00                     |
| 2.                       | "Asagao (朝顔)"            | 5:08                     |
| 3.                       | "Boku no Uta (ぼくのうた)" | 6:59                     |

| TV Anime "Tales of The Abyss" Original Sound Track (TVアニメ 『テイルズ オブ ジ アビス』 オリジナルサウンドトラック) | TV Anime "Tales of The Abyss" Original Sound Track (TVアニメ 『テイルズ オブ ジ アビス』 オリジナルサウンドトラック) | TV Anime "Tales of The Abyss" Original Sound Track (TVアニメ 『テイルズ オブ ジ アビス』 オリジナルサウンドトラック) |
| STT | Nhan đề | Thời lượng |
| --- | --- | --- |
| 1. | "Prologue" | 1:24 |
| 2. | "A whole new world"                                                                                                  | 2:35 |
| 3. | "キムラスカ・ランバルディア王国"                                                                                     | 2:35 |
| 4. | "Peaceful times" | 2:15 |
| 5. | "Luke" | 2:23 |
| 6. | "Natalia" | 1:59 |
| 7. | "Dear..." | 2:14 |
| 8. | "Ion" | 2:18 |
| 9. | "Anise" | 1:33 |
| 10. | "Oracle Knights" | 2:06 |
| 11. | "Tear" | 1:22 |
| 12. | "Calmness breeze" | 2:25 |
| 13. | "Mieu" | 2:03 |
| 14. | "Trauma" | 2:20 |
| 15. | "A memorable incident"                                                                                               | 2:13 |
| 16. | "Resolution" | 1:59 |
| 17. | "Desperate" | 2:23 |
| 18. | "Compromise" | 2:14 |
| 19. | "Jade" | 2:09 |
| 20. | "Steal up behind" | 2:34 |
| 21. | "Scheme" | 2:31 |
| 22. | "Raid" | 2:24 |
| 23. | "Sudden assault" | 2:35 |
| 24. | "Shock" | 2:18 |
| 25. | "Sadness" | 2:33 |
| 26. | "Distrust" | 2:07 |
| 27. | "Kingdom" | 2:06 |
| 28. | "Van" | 2:14 |
| 29. | "Dark designs" | 2:32 |
| 30. | "Vibration -beginning-"                                                                                              | 2:00 |
| 31. | "Vibration -hazard-"                                                                                                 | 2:04 |
| 32. | "Pollution" | 2:25 |
| 33. | "Reveal the truth"                                                                                                   | 2:17 |
| 34. | "Anxiety" | 2:26 |
| 35. | "Luke -tragedy-" | 2:48 |
| 36. | "Luke -determination-"                                                                                               | 1:49 |
| 37. | "Pleasure" | 2:21 |
| 38. | "Graceful" | 2:21 |
| 39. | "Gratitude" | 1:59 |
| 40. | "Beginning" | 2:00 |
| 41. | "ローレライ教団" | 2:20 |
| 42. | "マルクト帝国Ⅰ" | 2:31 |
| 43. | "Interrogation point"                                                                                                | 2:28 |
| 44. | "Reminiscences" | 2:04 |
| 45. | "Suffering" | 2:05 |
| 46. | "Operation" | 2:02 |
| 47. | "Commencement of war"                                                                                                | 1:53 |
| 48. | "Decisive battle" | 1:53 |
| 49. | "Lost" | 2:55 |
| 50. | "Schemer" | 2:24 |
| 51. | "Decisive battle" | 2:33 |
| 52. | "Luke -confront-" | 2:24 |
| 53. | "マルクト帝国Ⅱ" | 2:31 |
| 54. | "Legretta" | 2:41 |
| 55. | "A teardrop" | 2:05 |
| 56. | "Luke -sorrow-" | 3:54 |
| 57. | "決意、新たに" | 1:58 |
| 58. | "Death" | 2:48 |
| 59. | "Adversary" | 2:16 |
| 60. | "Mystery" | 2:32 |
| 61. | "Tension" | 2:30 |
| 62. | "Truth" | 2:32 |
| 63. | "The Lorelei" | 2:25 |
| 64. | "Planet Storm" | 2:28 |
| 65. | "Time doesn't return"                                                                                                | 2:16 |
| 66. | "Heavenly prelude"                                                                                                   | 1:54 |
| 67. | "Exceed" | 2:55 |
| 68. | "A traitor" | 2:09 |
| 69. | "イオンの最期" | 2:30 |
| 70. | "Remorse" | 2:16 |
| 71. | "Preparation" | 2:01 |
| 72. | "決戦" | 2:32 |
| 73. | "Asch" | 2:10 |
| 74. | "Crimson pride" | 3:08 |
| 75. | "Epilogue" | 3:08 |
| 76. | "Epilogue -orgel-"                                                                                                   | 1:01 |
| Tổng thời lượng: | Tổng thời lượng: | 2:55:06 |

| "Tales of The Abyss" Image Song Album - brilliant world (『テイルズ オブ ジ アビス』イメージソングアルバム brilliant world) | "Tales of The Abyss" Image Song Album - brilliant world (『テイルズ オブ ジ アビス』イメージソングアルバム brilliant world) | "Tales of The Abyss" Image Song Album - brilliant world (『テイルズ オブ ジ アビス』イメージソングアルバム brilliant world) |
| STT | Nhan đề | Thời lượng |
| --- | --- | --- |
| 1. | "brilliant world" | 4:45 |
| 2. | "Flourish" | 2:30 |
| 3. | "Ooi Naru Itonami (大いなる営み)"                                                                                           | 3:54 |
| 4. | "Eikyuu no Yuki to Toga (永久の雪と咎)"                                                                                     | 3:00 |
| 5. | "Kokou no Meikyuu (孤高の迷宮)"                                                                                             | 4:09 |
| 6. | "Mirai no Hate (未来の果て)"                                                                                                | 4:13 |
| 7. | "Charis (カリス)" | 4:22 |
| 8. | "Juramento" | 6:19 |
| 9. | "Kaze Tsumugi no Aria (風紡ぎのアリア)"                                                                                     | 4:11 |
| 10. | "Passage" | 5:28 |
| Tổng thời lượng: | Tổng thời lượng: | 42:51 |

## Đón nhận
Tales of the Abyss nhận được đánh giá tích cực. Tạp chí Famitsu đã cho trò chơi số điểm là 36/40 và xếp thứ 44 trong danh sách 100 trò chơi được yêu thích nhất. IGN đã khen hệ thống nhân vật đa dạng cũng như nhân vật chính và hướng phát triển của nhân vật. Các cuộc hội thoại vui nhộn cũng như các đoạn phim cắt cảnh cũng nhận được đánh giá cao.
Hầu hết các bài đánh giá đều khen hệ thống chiến đấu của trò chơi, nói rằng sự nâng cấp cải thiện so với các trò trước dẫn đến việc "Bấm nút như điên" để đạt được các đòn liên hoàn. Tổng cộng 440.225 bản đã được tiêu thụ tại Nhật Bản trong 10 ngày kể từ ngày phát hành.